# لی لی-هوا
لی لی-هوا (چینی: 李麗華؛ ۱۷ ژوئیهٔ ۱۹۲۴ – ۱۹ مارس ۲۰۱۷) هنرپیشه اهل تایوان بود. از فیلم‌هایی که وی در آن نقش داشته‌است، می‌توان به هفت مبارز کوچک دلیر اشاره کرد. وی همچنین برندهٔ جوایزی همچون جشنواره و جوایز فیلم اسب طلایی شده‌است.